# Goldia O'Haver
Goldia Aimee O'Haver Merrill, née le 3 décembre 1902 dans le comté de Rock Island et morte le 30 avril 1997 à Apple Valley, est une infirmière de la marine américaine détenue prisonnière de guerre aux Philippines pendant la Seconde Guerre mondiale.

## Biographie
Goldia O'Haver   est la fille de Joel Landon O'Haver et de Cora Belle Hatton O'Haver. Son père vit à Hayfield, pendant la Seconde Guerre mondiale.
Elle rejoint la marine américaine en tant qu'infirmière en 1929. Pendant la Seconde Guerre mondiale, elle est affectée à l'hôpital de Cañacao près de la base navale de Cavite. En janvier 1942 elle et 11 autres infirmières de la marine font partie des Américains faits prisonniers par les troupes japonaises à Manille. En mai 1943, les prisonnières sont transférées dans un camp de prisonniers de guerre à Los Baños. Les 12 infirmières créent une infirmerie et soignent les autres prisonniers, malgré le manques de fournitures et la malnutrition chronique.

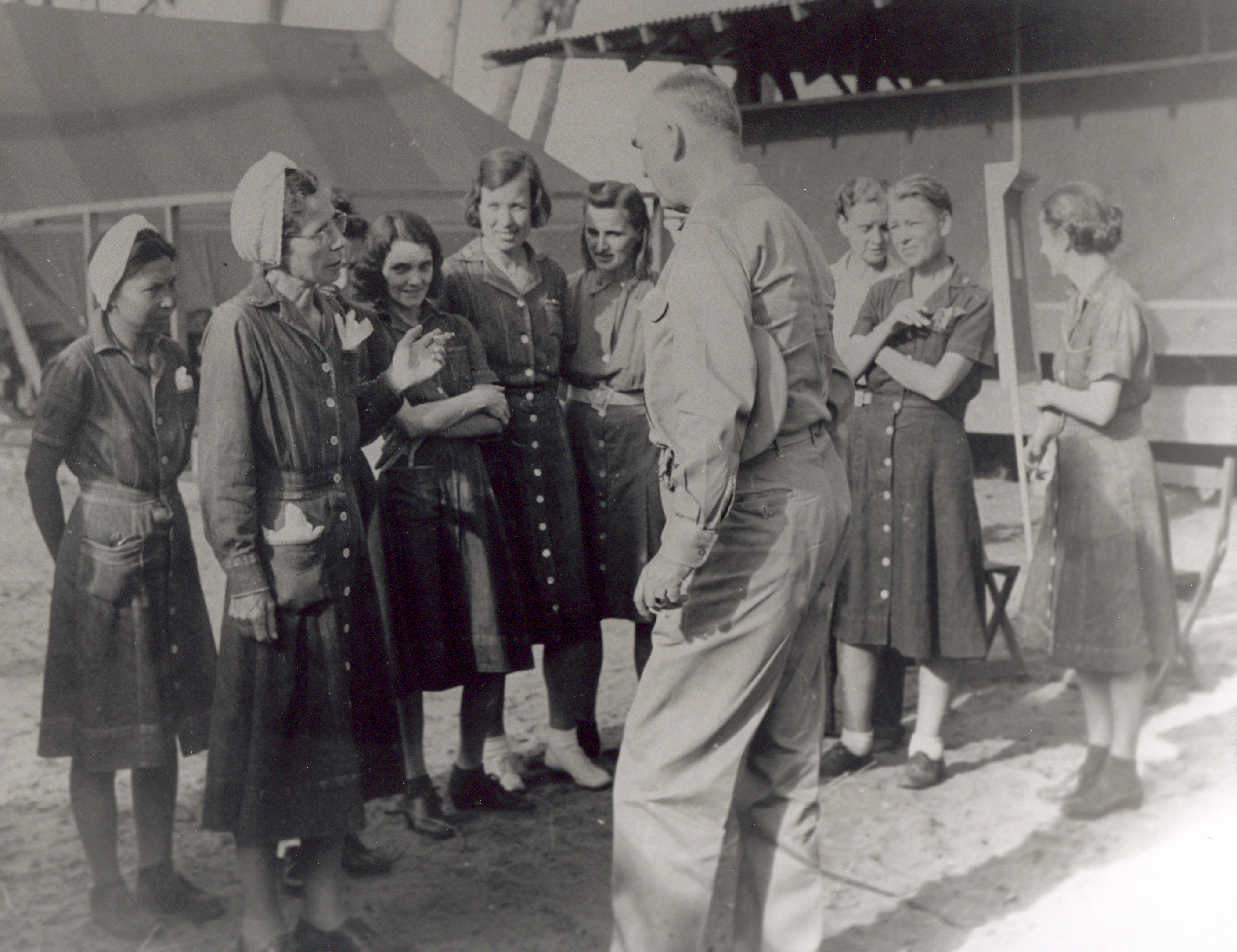
Sur cette image de 1945 des infirmières de la marine sauvées du camp de prisonniers de Los Baños, les femmes portent des uniformes en tissus de fortune cousus par Goldia O'Haver.

Goldia O'Haver, est une bonne couturière. Elle utilise une machine à coudre et des chutes de tissus pour confectionner des uniformes, des draps, des blouses chirurgicales et des pyjamas pour les patients de l'infirmerie. 
Elle est prisonnière de guerre jusqu'en février 1945, date à laquelle le camp de prisonniers de Los Baños est libéré,. 
À son retour aux États-Unis, elle est hospitalisée à San Francisco,.
Goldia O'Haver épouse Robert Heath Merrill, un autre prisonnier de guerre, peu après leur libération en 1945. Elle a pris sa retraite du corps des infirmières de la Marine en 1946 et le couple vit à Apple Valley. Son mari décède en 1985. 

## Hommages
Son nom, ainsi que ceux des autres infirmières militaires prisonnières de guerre, figure sur une plaque commémorative à Cavite City,.

## Distinctions
- Bronze Star Medal (septembre 1945) [3],[16],[17].